# Labour Party (Sydafrika)
South African Labour Party var ett sydafrikanskt reformistiskt socialistiskt parti bildat i maj 1910 i och med Sydafrikanska unionens grundande, som representerade den vita arbetarklassens intressen. Partiet var representerat i Sydafrikas underhus 1910-1958 med 21 parlamentsledamoter som bästa resultat (1921 års val) och regerade 1924-1948 med Nationalistpartiet och United Party som koalitionspartners. Mot slutet av 1940-talet förlorade partiet väljare och parlamentsledamöter som föredrog en mer konservativ hållning i rasfrågan och förlorade sina sista mandat 1958, samma år som den siste partiordföranden avgick.
1961 ställde det Labourättade Conservative Workers' Party, med en tydligt apartheidvänlig linje upp i underhusvalet i syfte att utmana Nationalistpartiet men fick endast några tusen röster.